# ادوارد ام. ناکس
ادوارد ام. ناکس (انگلیسی: Edward M. Knox; ۱۲ فوریهٔ ۱۸۴۲ – ۲۸ مارس ۱۹۱۶) فرد نظامی اهل ایالات متحده آمریکا بود.
وی همچنین برندهٔ جوایزی همچون نشان افتخار (آمریکا) شده است.